# Corisco (filosofo)
Corisco, in greco antico: Κορίσκος?, Korískos (... – IV secolo a.C.), e 
Erasto, in greco antico: Ἔραστος?, Érastos (... – IV secolo a.C.), è stato un filosofo greco antico.

## Biografia
Vissuti nello stesso periodo e nativi della stessa città, vengono spesso citati congiuntamente da Diogene Laerzio che li elenca tra i discepoli di Platone e allo stesso modo annoverati da Strabone che li considera seguaci di Socrate . La rilevanza dei due filosofi per la storia della filosofia è data da gli stretti rapporti di collaborazione politica e filosofica che ebbero con Platone e Aristotele, dal loro intervento per la fondazione di una scuola aristotelica a Asso e dalla indiretta partecipazione alle fortunose sorti della biblioteca aristotelica finita nelle mani di Neleo, figlio di Corisco.
Lo stesso Diogene Laerzio ci informa che i due filosofi erano entrambi originari di Scepsi, città della Troade non lontana da Atarneo, dove risiedeva e governava il tiranno Ermia. 
Erasto e Corisco cercarono di realizzare a Scepsi, gli ideali politici di Platone. Lo stesso Ermia a questo scopo mise a disposizione dei due filosofi la città di Asso, dove poi giunse (348-47) il loro amico, il giovane Aristotele, per continuare l'insegnamento platonico e a iniziarvi il proprio.
Sempre Diogene Laerzio ricorda che Platone stesso indirizzò una delle sue lettere a Ermia, Corisco ed Erasto: si tratta in effetti della Sesta lettera, che oggi gli studiosi, pur rimanendo quella dell'autenticità delle epistole platoniche una vexata quaestio, tendono a ritenere autentica . 
Platone scriveva ai suoi due discepoli, che egli riteneva poco esperti di politica, e al tiranno prospettando loro un patto di amicizia e collaborazione fondato sulla necessità di integrare la formazione teorica dei filosofi con la saggezza umana del politico, e si proponeva come mediatore nel caso sorgessero tra essi dei contrasti. 
Corisco, il cui nome ricorre spesso nella formulazione degli esempi di cui si serve Aristotele per argomentare le sue dimostrazioni e analisi logico-metafisiche, ebbe un figlio, Neleo, al quale è legato il destino delle opere del fondatore del Liceo. Secondo Strabone, Neleo «fu allo stesso modo discepolo di Aristotele e di Teofrasto» che gli lasciò in eredità la sua biblioteca che conteneva anche le opere di Aristotele 